# Birky, Chuhuiv Raion, Oblast de Carcóvia
Birky (em ucraniano: Бірки; em russo: Борки) é uma aldeia no distrito de Chuhuiv, no Oblast de Kharkiv, Ucrânia, com uma população de 2.936 habitantes em 2001. Birky pertence ao município (hromada) urbano de Zmiiv, uma das hromadas da Ucrânia. 

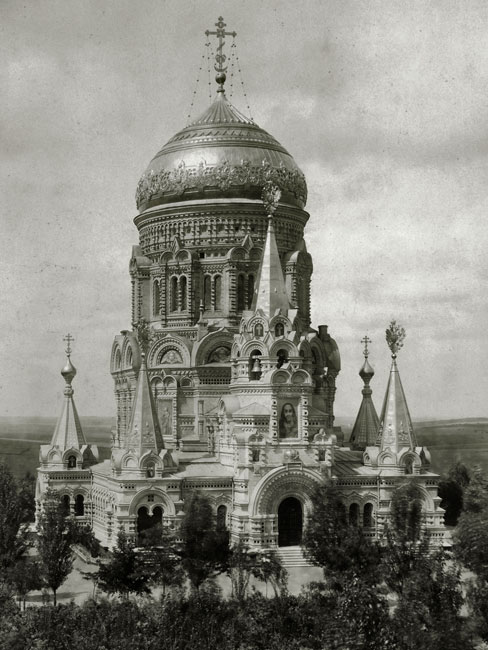
A Catedral de Cristo Salvador em Birky foi destruída durante a Segunda Guerra Mundial.

1321 pessoas foram registradas em 1864.  A ferrovia foi inaugurada em 1869. Este foi o local do desastre ferroviário de Borki em 1888, que quase matou o Imperador Alexandre III da Rússia . Em 1914, viviam aqui 2791 residentes  Tanto o imperador quanto seus parentes saíram ilesos, mas 23 outros passageiros morreram. No local do acidente, em agradecimento pela preservação da família imperial, foi construída entre 1891 a Igreja de Cristo Salvador em Birki, destruída pelas autoridades soviéticas em 1931.
Durante a Segunda Guerra Mundial , Birki esteve sob ocupação alemã, com interrupções, de outubro de 1941 ao início de setembro de 1943. A direção Pervomaiski -Borki foi palco de ferozes batalhas com o objetivo de cortar a ferrovia Kharkiv - Lozová - Dnipro em maio de 1942, fevereiro -Março de 1943 e setembro de 1943.
Em 2013 ocorreu a inauguração do monumento a Alexandre III , que contou com a presença do primeiro-ministro russo Dmitri Medvedev .
Até 18 de julho de 2020, Birki pertencia ao Zmiyiv Rayon . O raion foi abolido em julho de 2020 como parte da reforma administrativa da Ucrânia, que reduziu o número de raions no Oblast de Kharkiv para sete. A área do raion Zmiyiv foi fundida com o raion Chukhúyiv.